# Edward Owen Cochrane
Kontraadmiral Edward Owen Cochrane, KBE, britanski admiral, * 17. avgust 1881, † 27. januar 1972.

## Življenje
Bil je sin viceadmirala Basila Edwarda Cochrana in njegove žene Cornelie Ramsay Owen; tudi njegov brat, Archibald Cochrane, je postal kontraadmiral.
Boril se je med prvo in drugo svetovno vojno. V letih 1929 in 1931 je bil pribočnik kralja Jurija V.; v začetku istočasno kot njegov brat Archibald.
18. januarja 1908 se je poročil s Maryjo Lucyjo George, s katero sta imela dva otroka:
- James Owen Cochrane (1914–1943);
- Susanne Gloria Cochrane (1918–?).